# Unternehmen Schamil
Unternehmen Schamil war der Deckname einer deutschen Militäroperation im Zweiten Weltkrieg, die von der Abteilung II des Amtes Ausland/Abwehr des Oberkommandos der Wehrmacht geplant wurde. Die Durchführung erfolgte durch Angehörige der Spezialeinheit „Brandenburg“ sowie tschetschenische Freiwillige zwischen dem 25. August und 10. Dezember 1942 in Verbindung mit dem deutschen Vorstoß in Richtung der kaukasischen Ölfelder (→ Unternehmen Edelweiß). Ziel des Unternehmens war es, weit hinter der Frontlinie die zumeist muslimischen Kaukasus-Stämme, wie etwa die tschetschenischen Gruppen um Hassan Israilow, zu offenen Angriffen gegen die sowjetische Zentralmacht aufzuwiegeln. Diese Gruppen sollten dann gegen die Rote Armee eingesetzt werden, strategisch wichtige Punkte besetzen und sowjetische Truppen binden.
Benannt war das Unternehmen nach dem Imam Schamil, der im 19. Jahrhundert den Widerstand gegen die russische Eroberung des Kaukasus organisiert hatte.

## Verlauf
Abgesetzt in Duba-Jurt, einem in der Argun-Schlucht, südlich von Grosny gelegenen tschetschenischen Ort, marschierte das Kommando Richtung Nordwesten auf die vorrückenden regulären deutschen Truppen zu. Bereits kurze Zeit nach dem Absetzen wurde die Gruppe in erste Gefechte mit sowjetischen Kräften verwickelt und zog sich vor Einheiten der sowjetischen Miliz und des NKWD bis zum 12. September nach Süden in Richtung der Ortschaft Barsoi zurück, wo sich tschetschenische Widerständler befanden. Nach einem Abstecher zur Ortschaft Oschnoi tief im Kaukasus trat die Gruppe am 25. September den Rückmarsch zu den deutschen Linien an, wobei sie dreimal sowjetischen Einkesselungsversuchen entkommen konnte.
Das deutsche Kommando hatte Kontakt zu insgesamt zwei tschetschenischen Widerstandsgruppen, deren Mitglieder laut dem im April 1943 verfassten Erfahrungsbericht des Einheitsführers ohne weitere Schwierigkeiten mit den deutschen Soldaten kämpfen wollten. Das Hauptziel des Unternehmens scheiterte nicht am Willen der tschetschenischen Widerständler, sondern an der mangelhaften Organisation des notwendigen Waffennachschubs durch die zuständigen Dienststellen der Wehrmacht, die über den Einsatz nicht informiert waren. Aufgrund des Mangels an Waffen kam die Schaffung der geplanten „zweiten Front“ im Kaukasus nicht zustande.
Der Rückmarsch der deutschen Kräfte verlief langsam und wurde durch einen erneuten sowjetischen Angriff Anfang November unterbrochen, nachdem das Kommando einen Überfall auf eine Kraftwagenkolonne durchgeführt hatte. Am 10. Dezember 1942 trafen die Deutschen schließlich in der Ortschaft Werchni Kurp (Werchnij-Kurp) auf weitere Einheiten der Wehrmacht.

## Folgen
Das Unternehmen war als Testfall für die Einbindung des lokalen antisowjetischen Widerstands in den Eroberungsfeldzug der deutschen Wehrmacht gedacht. Aufgrund der Niederlage bei Stalingrad und des darauf folgenden Rückzugs aus dem Kaukasus sah die Wehrmacht zunächst von weiteren Aktionen im Umfeld des tschetschenischen Widerstands ab. Erst 1944 wurden erneute Versuche unternommen, in Kalmückien einen lokalen Aufstand zu provozieren (→Kampfgeschwader 200).
Der sowjetische Staatssicherheitsdienst NKWD erhielt Kenntnis von der Zusammenarbeit zwischen Tschetschenen und Deutschen. Diese Informationen wurden vom Politbüro der KPdSU als Vorwand für die Deportation der gesamten tschetschenischen und inguschischen Bevölkerung nach Zentralasien und die Auflösung der Tschetscheno-Inguschetischen ASSR am 7. März 1944 genutzt.